# Blaise d'Amorium
Pour les articles homonymes, voir Saint Blaise.
Blaise d'Amorium fut un moine au monastère grec de Saint-Césaire au IXe siècle. Il mourut en 908.
Il est aujourd'hui déclaré saint par l'Église catholique.